# One of Our Girls
One of Our Girls er en amerikansk stumfilm fra 1914 af Thomas N. Heffron.

## Medvirkende
- Hazel Dawn som Kate Shipley.
- Hal Clarendon som Comte Florian de Crebillon.
- William Roselle som John Gregory.
- Fania Marinoff som Julie Fonblanque.
- Camille Dalberg som madame Fonblanque.